# دیره غازی‌خان، پاکستان
دیره غازی‌خان (به اردو: ڈیرہ غازی خان) شهری در ایالت پنجاب کشور پاکستان است که در سرشماری سال ۲۰۰۶ میلادی، ۲۴۳٫۴۱۱ نفر جمعیت داشته‌است.